# Warszewiec
Warszewiec (do 1945 niem. Kückenmühlenbach) – strumień o długości ok. 5 km w północno-zachodniej Polsce, w województwie zachodniopomorskim w granicach administracyjnych Szczecina. 

## Opis
Nad Warszewcem stwierdzono występowanie osadnictwa ludzkiego w neolicie. W średniowieczu i do końca XIX w. pobudowano nad nim szereg młynów wodnych. Pozostały po nich ślady w postaci stawów spiętrzających wody. Jednym z młynów był Pisklęcy Młyn (niem. Kückenmühle), istniejący już w XVII w. 
Strumień bierze swój początek na podmokłych łąkach w okolicach ulicy Wapiennej w osiedlu Warszewo. Warszewiec opływa Warszewo półkoliście, a następnie kieruje się na południe, po przepłynięciu ok. 1 kilometra przyjmuje z prawego brzegu Warszówkę. Płynie głęboką doliną (miejscami krytym kanałem), która od ulicy Chopina przechodzi w rynnę erozyjną. Płynąc wzdłuż ul. Wł. Broniewskiego dopływa do Placu Matki Polki, gdzie wpływa do krytego kanału. Warszewiec przepływa kanałem jeszcze ok. 2 km, po czym uchodzi do Osówki.

## Galeria

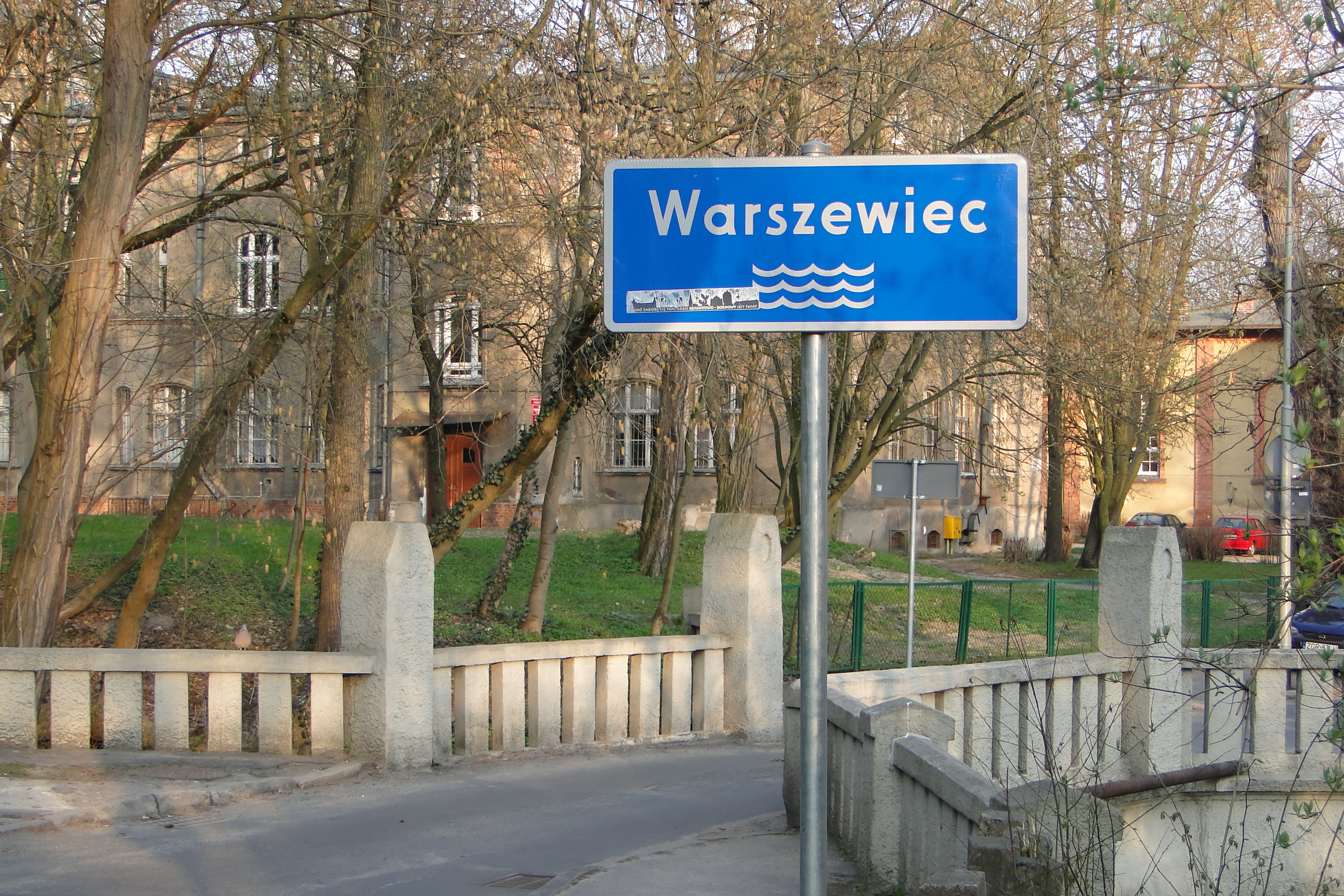
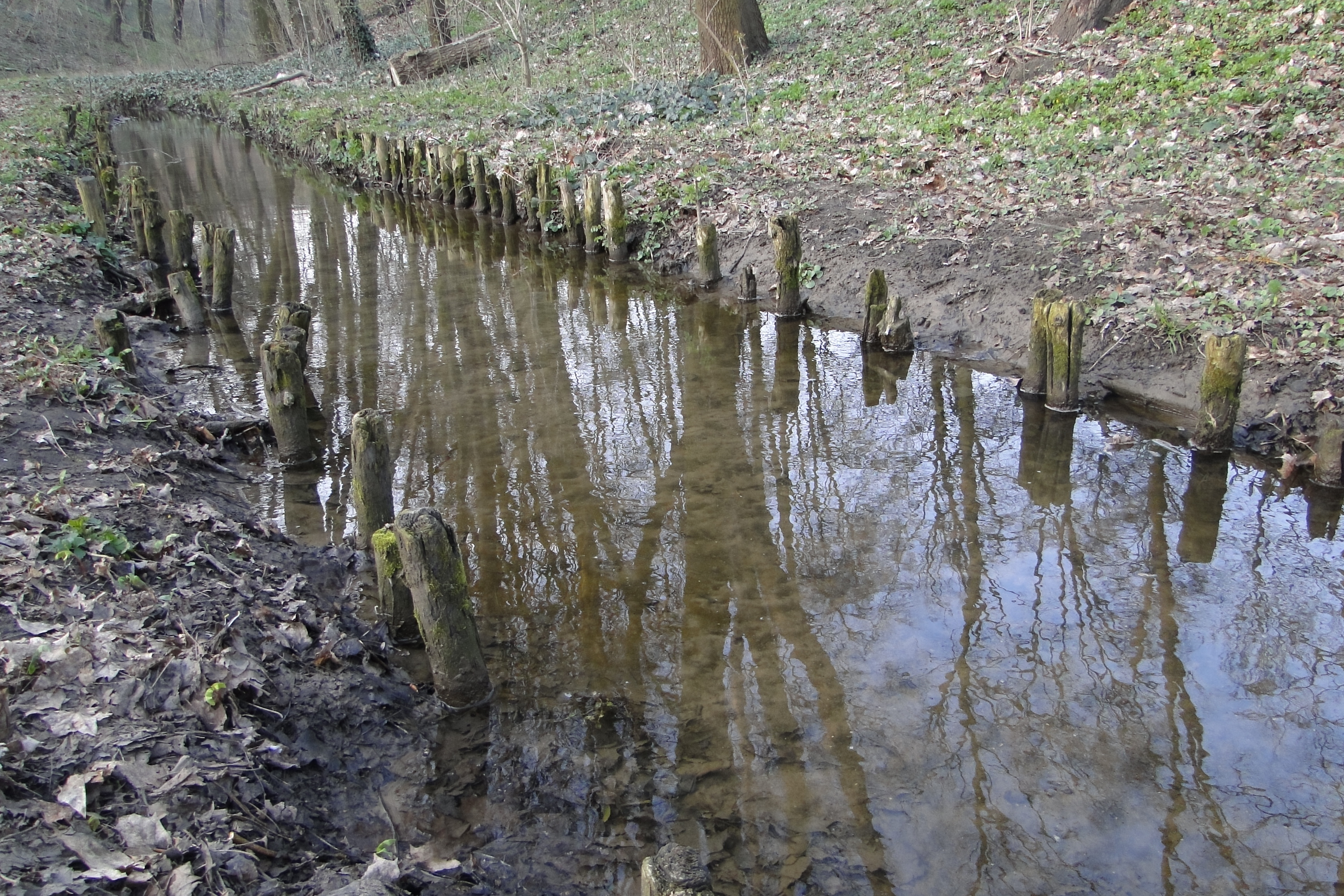
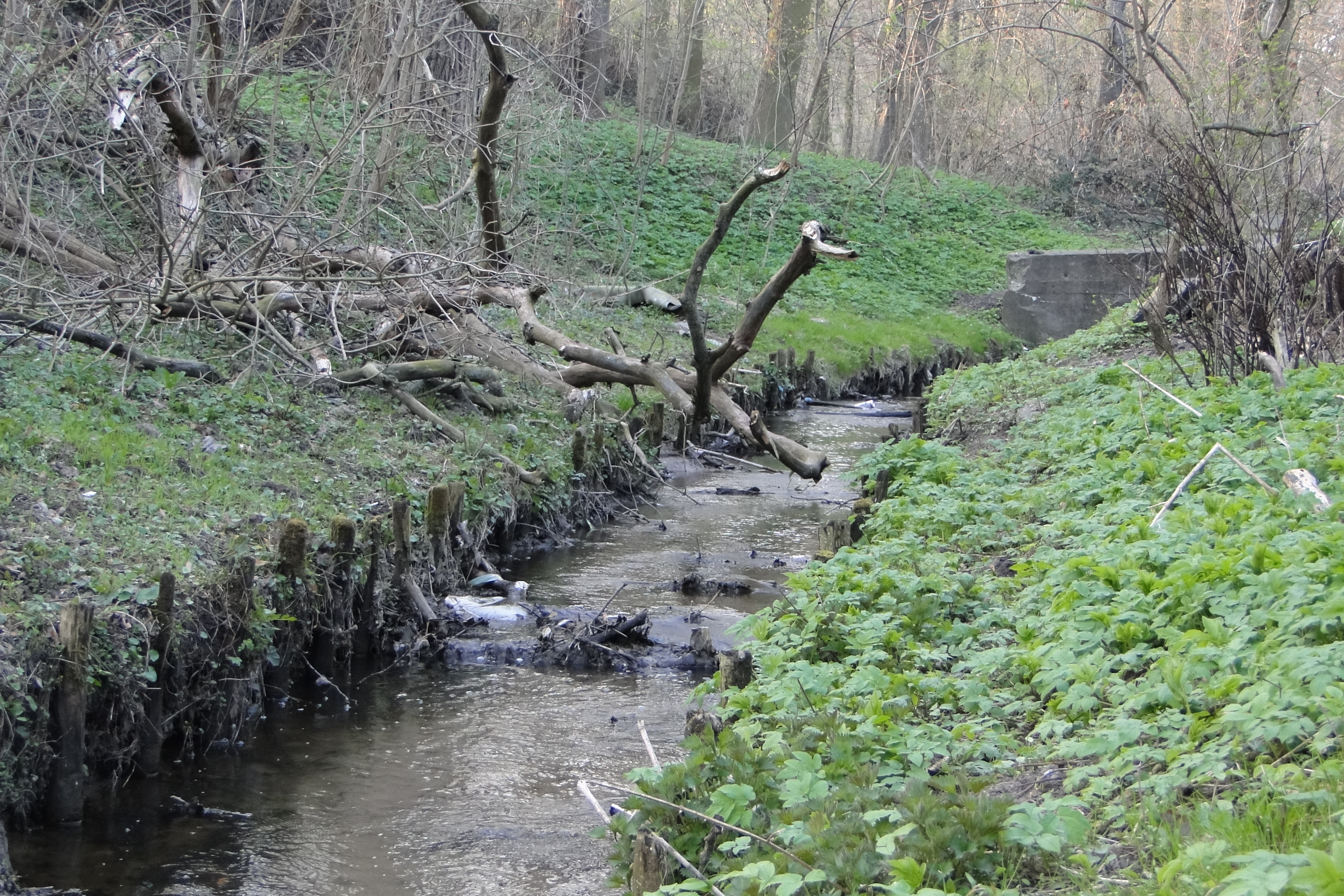
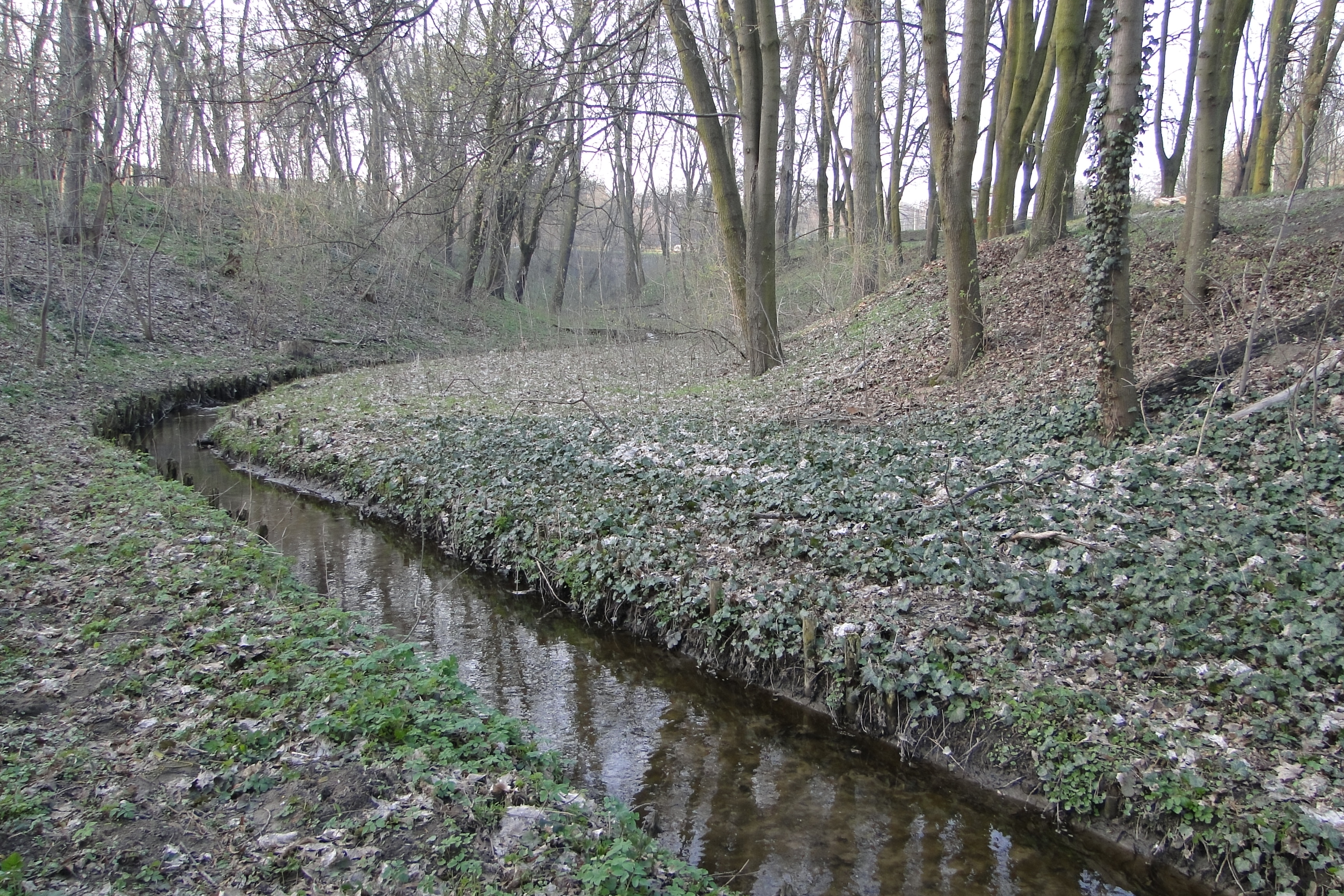
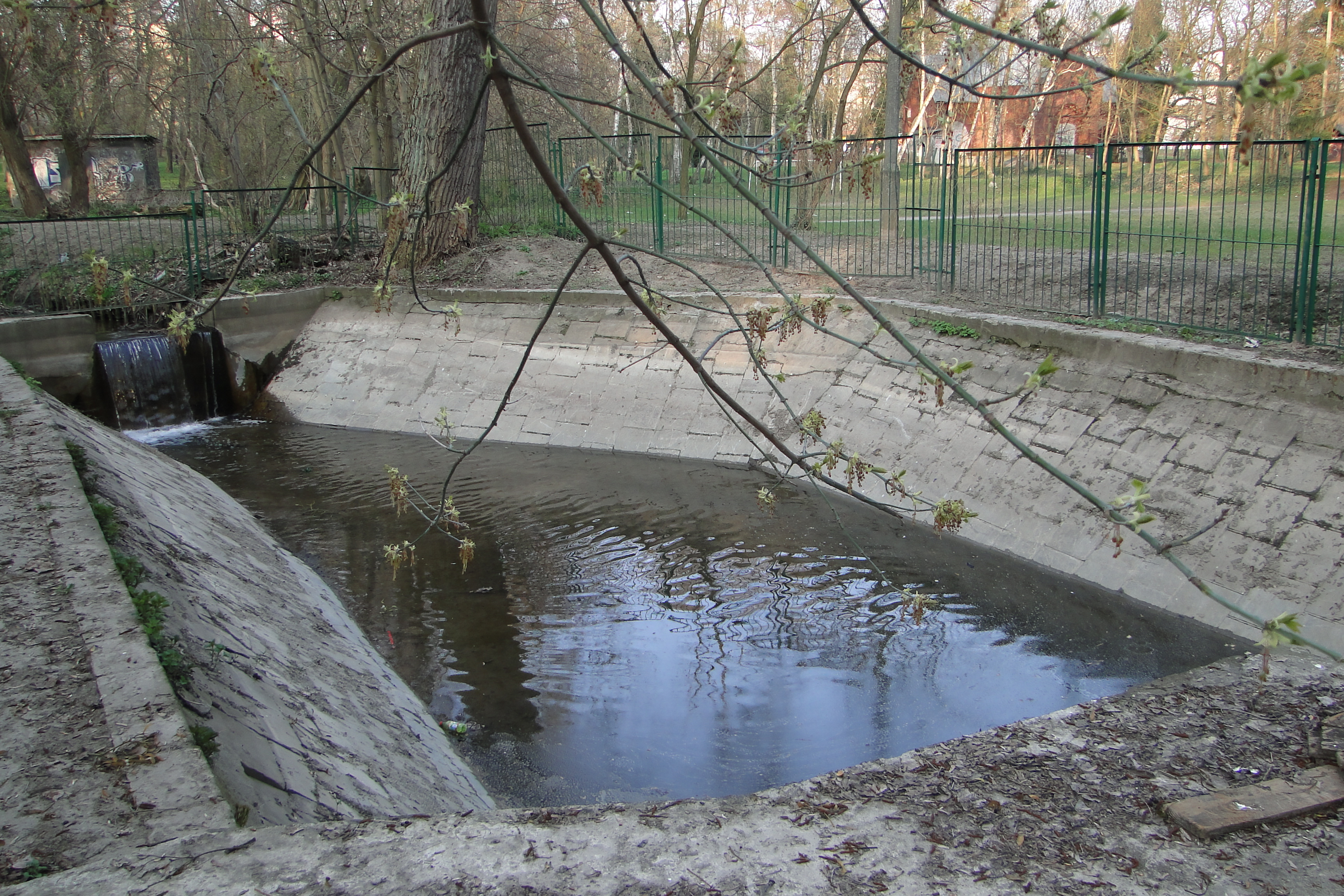
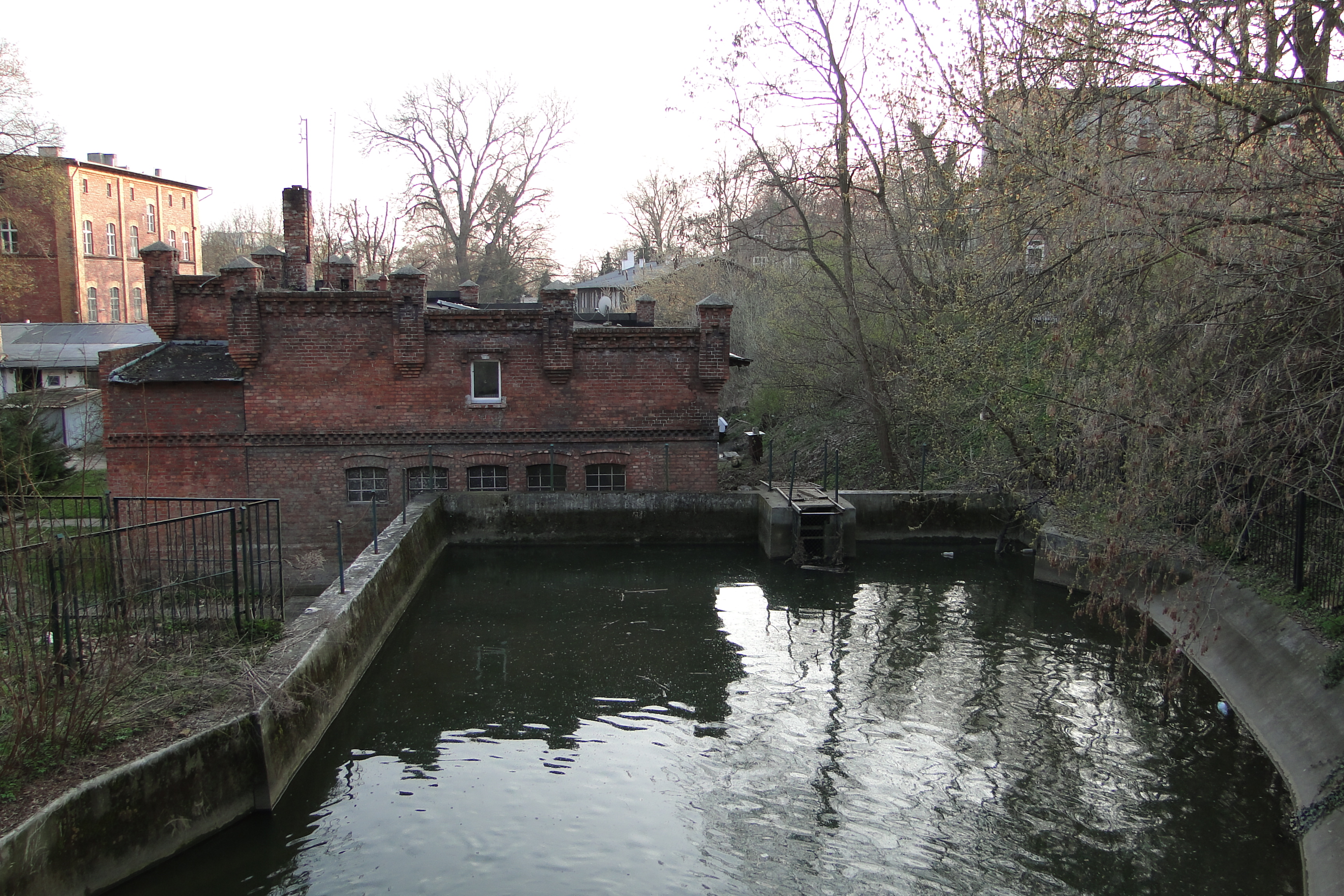